# Stanisłau Hajdukiewicz

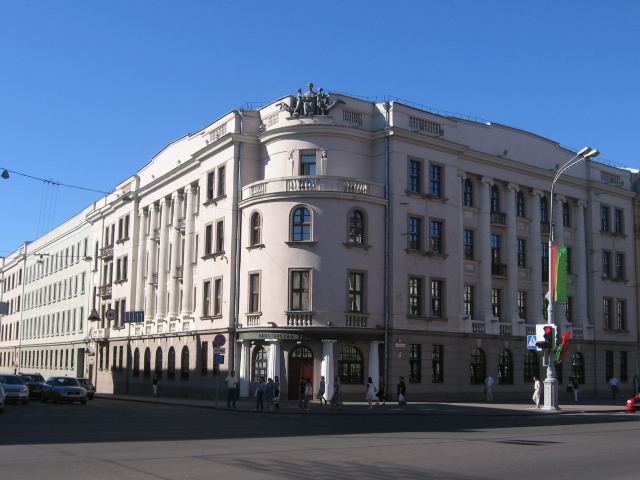
Budynek Ministerstwa Spraw Wewnętrznych Republiki Białorusi

Stanisłau Hajdukiewicz (biał. Станіслаў Сільвестравіч Гайдукевіч; ur. 1 marca?/13 marca 1876 w Mińsku, zm. 25 maja 1937) – białoruski architekt.
Urodził się w ówczesnym Imperium Rosyjskim na ziemiach pod zaborem rosyjskim w rodzinie szlacheckiej. W 1910 ukończył Akademię Sztuk Pięknych w Sankt Petersburgu, po czym osiedlił się w Mińsku, gdzie w 1912 zaprojektował pierwszą kamienicę przy ul. Zacharzewskiej (obecnie: przy ul. Sowieckiej). Później zaprojektował m.in. dom dochodowy Kostrowieckiej, Bank Polski przy ul. Zacharzewskiej oraz Budynek Towarzystwa Wzajemnej Pomocy (wraz z Henrykiem J. Gayem).
Po włączeniu Mińska do Białoruskiej SRR w 1921 pracował jako główny dyrektor Komitetu Budownictwa Państwowego przy Radzie Komisarzy Ludowych (do 1927).
W II połowie lat dwudziestych wraz z architektem Radziewiczem zaprojektował Dom Chłopa na rogu ulic Marksa i Czyrwonoarmiejskiej w Mińsku (zniszczony przez Niemców w czasie II wojny światowej).
Od 1929 do 1937 wykładał w Mińskim Technikum Architektoniczno-Budowlanym. 5 marca 1937 został aresztowany przez NKWD. Po kilku tygodniach popełnił w więzieniu samobójstwo podcinając sobie żyły.